# Here (For Christmas)
Here (For Christmas) è un singolo del gruppo musicale danese Lukas Graham, pubblicato l'8 novembre 2019.

## Video musicale
L'8 novembre 2019 è stato pubblicato sul canale YouTube del gruppo un lyric video del brano.